# Roger Rieu
Pour les articles homonymes, voir Rieu.
Roger Rieu, né à Caudéran en Gironde 23 novembre 1896, est un ancien membre du Comité directeur du Parti communiste (PCF), élu en 1923, et qui le demeure quelques mois. Il est ensuite élu au Comité central de 1924 à 1927. Il meurt le 9 mai 1936 à Paris (IIe arr.) . Depuis 1931, il ne militait plus au PC.

## Biographie
- 1922 : secrétaire de la Fédération du Parti communiste de Gironde, il est délégué au IVe congrès mondial de l'International communiste (IC), à Moscou.
- 1923 : il devient, en janvier, membre suppléant du Comité directeur du PC, puis, en avril, membre titulaire. Lors d'une réunion du Comité directeur, il explique les raisons de l'exclusion du parti des francs-maçons. En septembre, lors d'une réunion contradictoire organisée par le PC il regrette le reniement de leur engagement par ceux qui viennent de quitter le parti. Durant cette année, il présente encore un rapport en vue de la préparation du congrès de la Gironde.
- 1924 : au congrès de Lyon du PC, il n'est pas réélu au Comité directeur. En revanche, en août, lors du V e congrès mondial de l'IC, il retrouve une place à la direction du parti. Dans le Bulletin communiste, il indique que n'étant pas "parisien" il n'appartient que provisoirement à la direction du parti. Dans Les Cahiers du bolchevisme, il se prononce pour la bolchévisation du PC français[2].
- 1925 : au congrès de Clichy du PC, il devient membre du Comité central (nouvelle appellation du Comité directeur).
- 1927 : son nom disparaît des membres du Comité central.
- 1931 : il ne milite plus au PC.
- 1934 : il exploite un débit de boisson, à Paris.
- 1935 : il est condamné à trois mois de prison par la 14e Chambre correctionnelle pour "entraves à la liberté des enchères".

## Source
- Dictionnaire biographique du mouvement ouvrier français, Éditions de l'Atelier, 1997.